# St. Ägidius (Breslau)

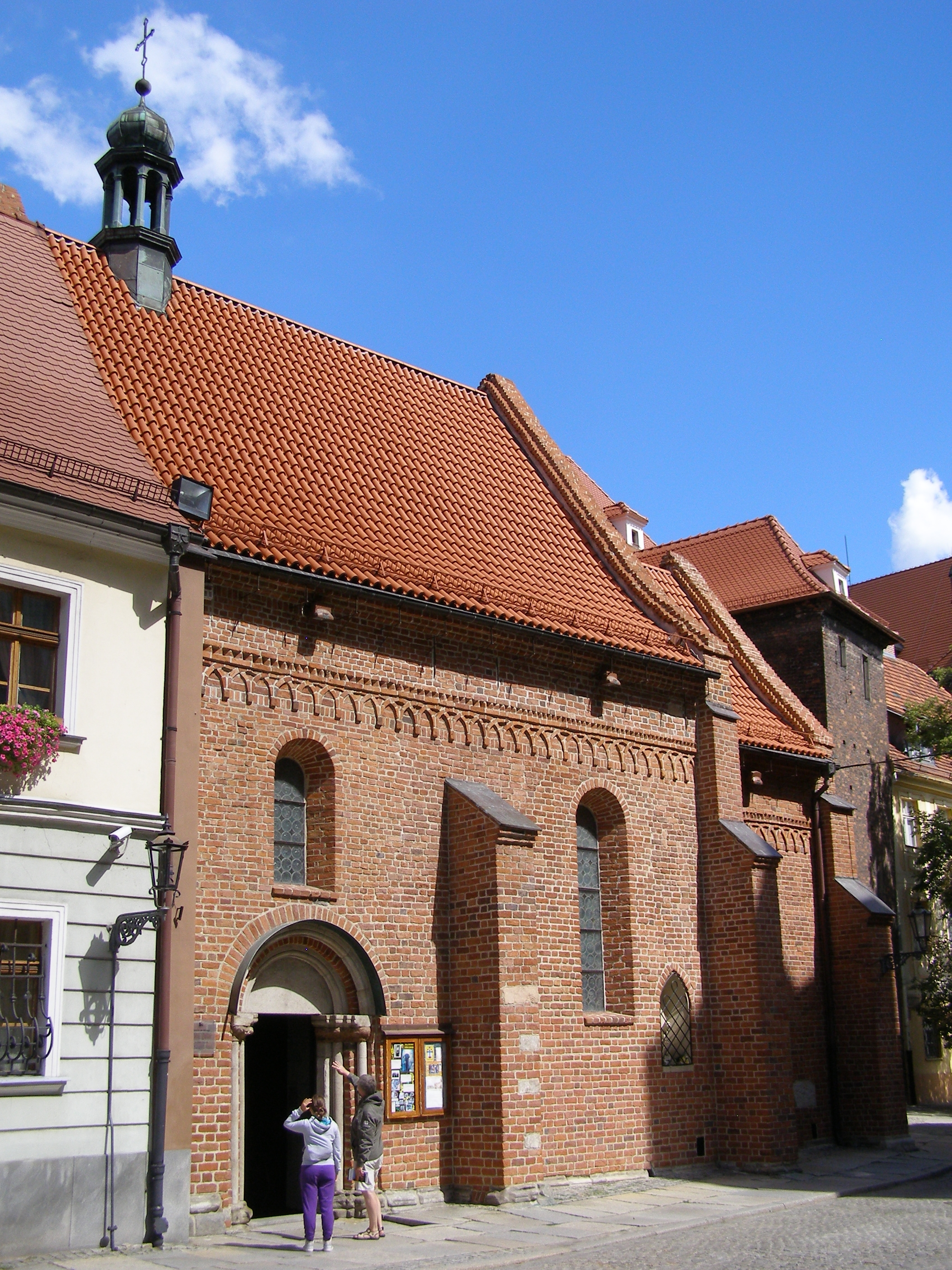
Die Ägidiuskirche gesehen vom Plac Katedralny

Die Ägidiuskirche in Breslau (polnisch Kościół św. Idziego) ist das älteste erhaltene Gebäude der Stadt. Das römisch-katholische Gotteshaus stammt aus der ersten Hälfte des 13. Jahrhunderts und ist nach dem heiligen Ägidius benannt. Sie gehört heute zur Parafia św. Jana Chrzciciela (dt. Pfarrei St. Johannes der Täufer). Die Ägidiuskirche befindet sich auf der Breslauer Dominsel am Plac Katedralny, in direkter Nachbarschaft zum Breslauer Dom.

## Geschichte
Die Ägidiuskirche stammt vermutlich aus den zwanziger Jahren des 13. Jahrhunderts, damit vor der Schlacht bei Liegnitz (1241), als Schlesien und Breslau noch größtenteils polnischsprachig waren. Die einschiffige Kirche besteht aus einem quadratischen Presbyterium sowie aus einer aus drei Seiten des Sechsecks gebildeten Apsis. Im Jahr 1329 wurde durch Bischof Nanker ein drittes Kanonikat an der Kirche errichtet. Um 1500 etwa befanden sich vier Altäre in der Kirche, davon drei im Kirchenschiff und im Chor und der vierte in der Sakristei. Im 16. Jahrhundert entstand neben der Kirche ein Haus für zwölf Kleriker, die hier zusammen wohnten. Ein Torbogen, das Klösseltor (poln. Brama Kluskowa oder Kluszczana) verband beide Bauten. In den nächsten Jahrhunderten erfolgten im Innenbereich mehrere kleine Veränderungen. Dabei wurden je nach Epoche Ornamente ausgetauscht und neu angebracht.
Am 24. Mai 1888 gründeten Franziskaner der Sächsischen Franziskanerprovinz an der Kirche ein Kloster, das 1911 an die neugegründete Schlesische Franziskanerprovinz überging; ihre Hauptaufgabe war es, im Dom die Beichte zu hören.
Nach leichten Beschädigungen im Zweiten Weltkrieg erfolgten Renovierungsarbeiten an der Kirche, wobei viele Ornamente des Barocks entfernt wurden, um der Kirche das romanische Aussehen wiederzugeben.

## Fotos

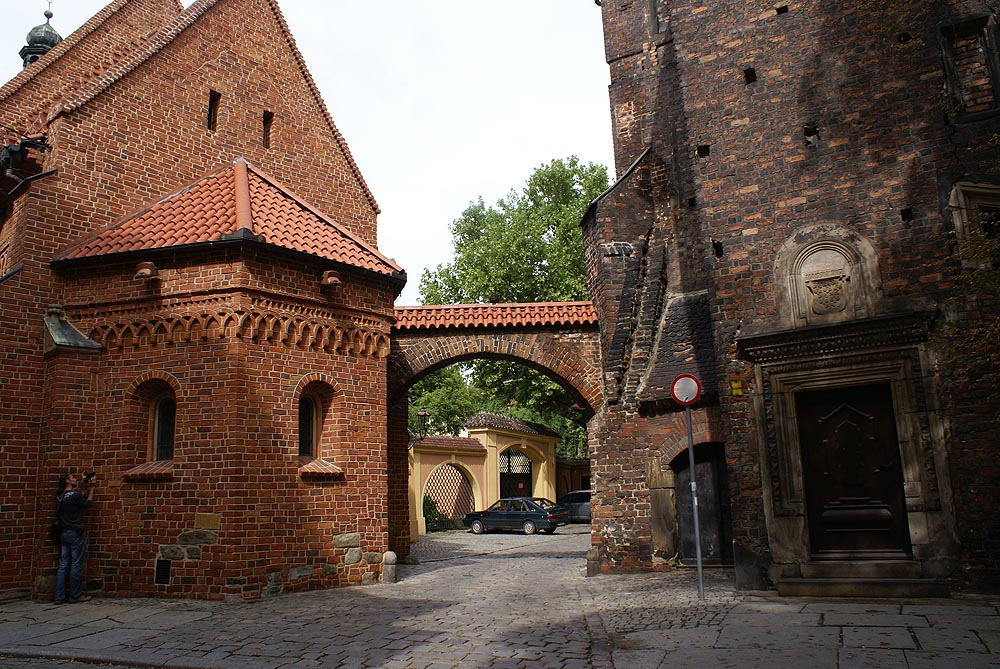
Das Klösseltor
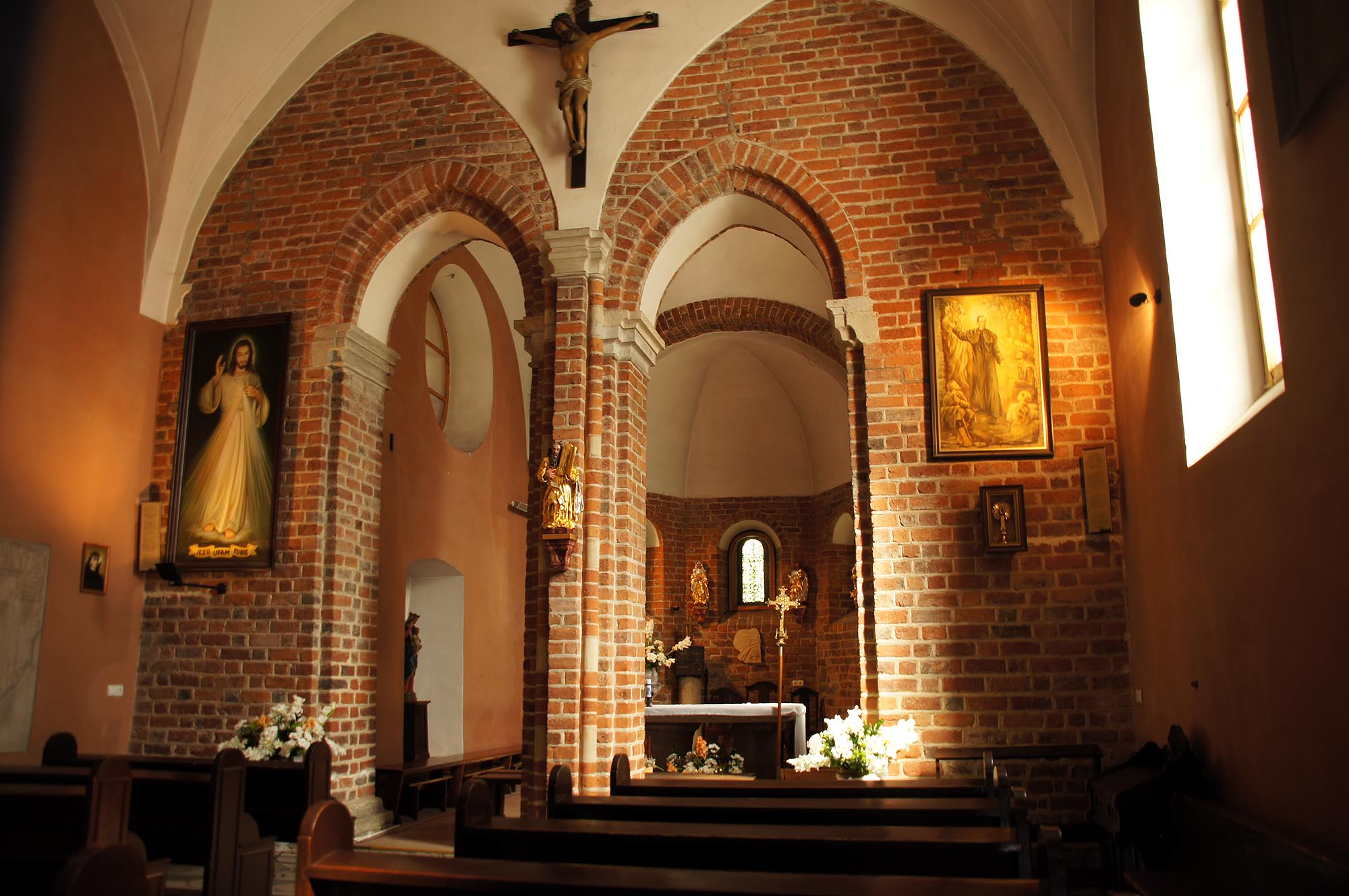
Blick ins Innere
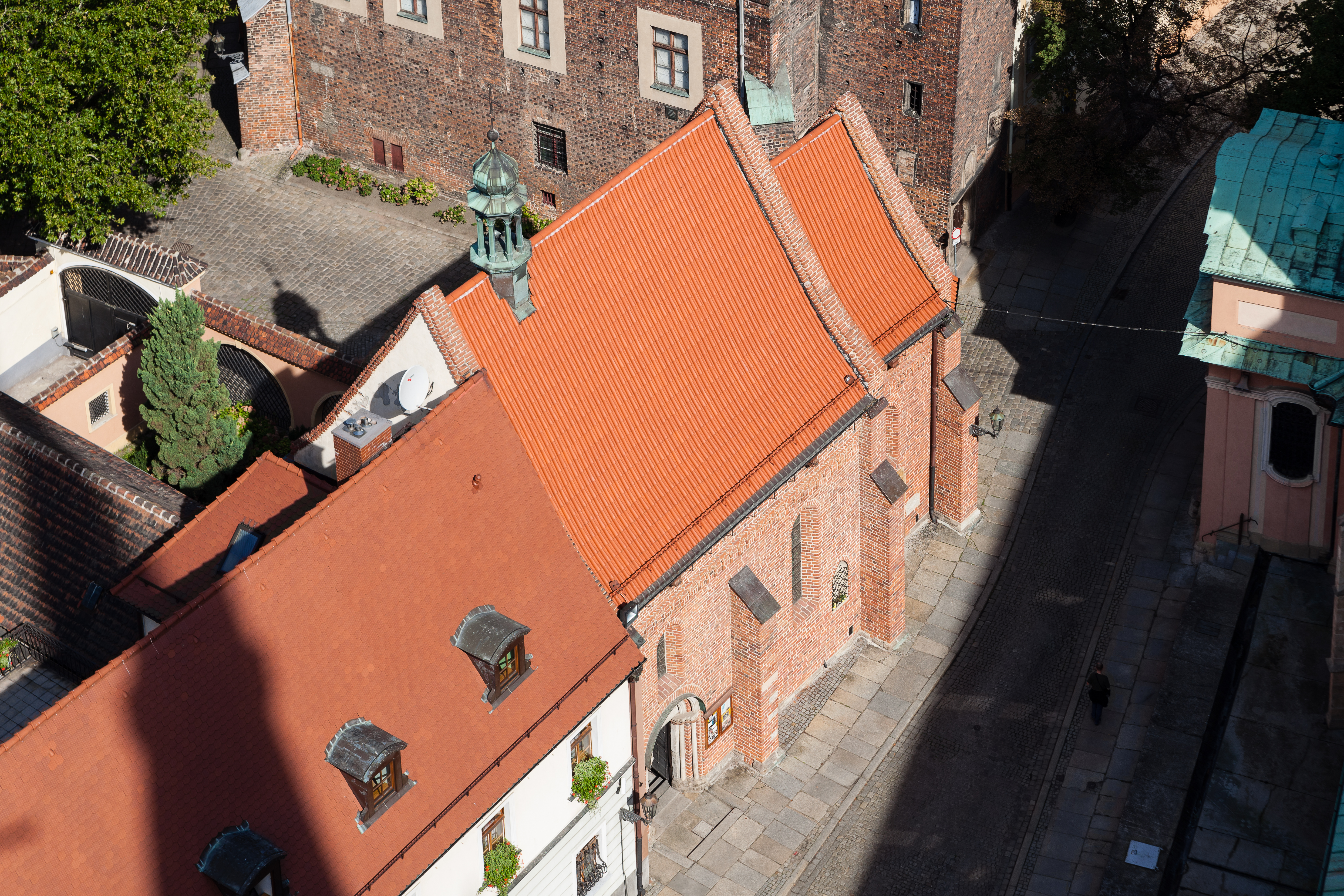
Blick vom Breslauer Dom
Grundriss
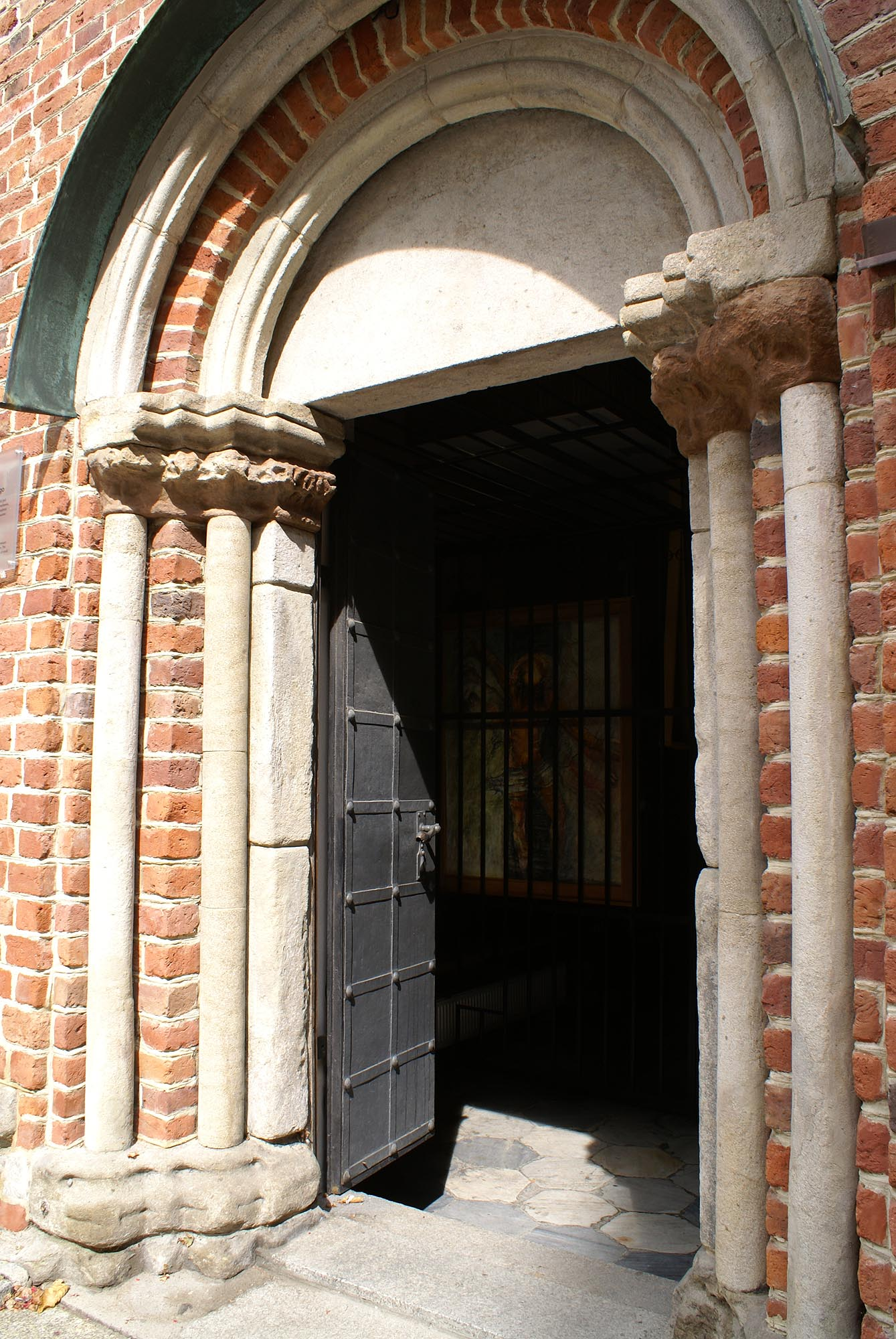
Eingangsportal